# 中華民國駐聖克里斯多福及尼維斯大使館
中華民國駐聖克里斯多福及尼維斯大使館（英語：Embassy of the Republic of China (Taiwan) in Saint Christopher and Nevis）為中華民國在聖克里斯多福及尼維斯首都巴士底市設立的大使館。
大使館負責推動臺灣與克國之間各項技術合作計畫，雙方合作項目包括農園藝、花卉、生態公園、資通訊、教育、綠能、食品加工等，還具有辦理護照、簽證、文件證明、僑民服務、旅外國人急難救助等功能。
克國政府派駐臺灣的代表機構則是聖克里斯多福及尼維斯大使館（英語：Embassy of Saint Christopher and Nevis）。
2022年，駐克國大使館共有三座，此大使館即是其中之一。

## 歷史
1983年10月8日，聖克里斯多福總理賽孟滋（Kennedy SIMMONDS）率團訪華。
1983年10月9日，簽署聯合公報，雙方建立外交關係。
1984年3月24日，「駐聖克里斯多福及尼維斯大使館」正式運作。

## 歷任大使

### 現任大使
| 姓名   | 圖像 | 任期            | 備註 |
| ------ | ---- | --------------- | ---- |
| 陶令文 |      | 2025年7月－現在 |      |

## 外部連結
- 中華民國駐聖克里斯多福及尼維斯大使館 （页面存档备份，存于）